# KZ-Außenlager Eberswalde

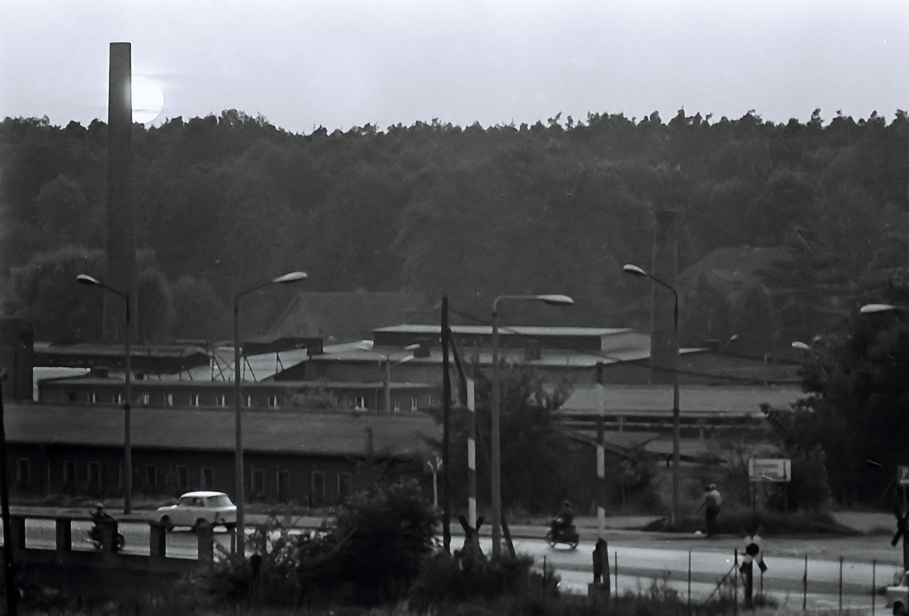
Baracken des ehemaligen Lagers im Jahr 1983

Das KZ-Außenlager Eberswalde war ab 5. September 1944 ein KZ-Außenlager des KZ Ravensbrück im brandenburgischen Eberswalde. In ihm mussten Frauen Zwangsarbeit für die Ardelt-Werke leisten.

## Geschichte
Das Außenlager wurde am 5. September 1944 bezogen. Es bestand aus acht Unterkunftsbaracken, zwei Wasch- und Abortbaracken, einer Wirtschaftsbaracke und einer Sanitätsstation. Zwei weitere Baracken dienten der Wachmannschaft und der Lagerleitung. Die Baracken waren schon im März 1944 fertig gestellt und dienten seither als Gemeinschaftslager-West belgischen Arbeitern als Unterkunft. Im Mai 1944 bezogen diese ein anderes Quartier, sodass die nun leer stehenden Baracken in ihre neue Nutzung überführt werden konnten. Dazu wurde ein Doppelzaun, davon der innere unter Strom, unter Auslassung von vier Baracken, um die Gebäude gezogen, in denen die Häftlingsfrauen wohnten.
Zwei Wochen nach der Inbetriebnahme des Lagers befanden sich ungefähr 730 Häftlingsfrauen in ihm. Die meisten der Frauen waren unter 21 Jahren alt und kamen aus Italien, Polen und der Sowjetunion. Aber auch Frauen aus Dänemark, Frankreich, Griechenland, Jugoslawien, Luxemburg, den Niederlanden, Österreich, Ungarn und dem Deutschen Reich wurden hier festgehalten. Am 10. April 1945 befanden sich 821 Häftlingsfrauen im Lager. Zu Bewachung der Häftlinge fungierten unter dem Kommandoführer SS-Unterscharführer Fritz Giese ungefähr 18 SS-Aufseherinnen und acht bis zwölf SS-Männer.
Die Frauen mussten in einer zwölfstündigen Schicht, sechs Tage in der Woche für die Ardelt-Werke Zwangsarbeit leisten.
Das Lager wurde zwischen dem 21. und 22. April 1945 evakuiert. Ende April erreichte die Rote Armee das Fabrikgelände und war dort bis zum Abzug 1994 stationiert.
Von dem ehemaligen Außenlager blieben zwei Steinbaracken erhalten und stehen unter Denkmalschutz.
Im Zuge der juristischen Aufarbeitung nach Kriegsende wurde die ehemalige Aufseherin Lena Barth von einem französischen Militärgericht in Rastatt zu zwei Jahren Haft verurteilt. Bei einem weiteren Prozess am 13. Oktober 1949 vor dem Landgericht Halle (Saale) wurden die Aufseherinnen Frieda Krüger, Hildegard Mannig und Hilda Trocha freigesprochen. Gegen den ehemaligen Kommandoführer Fritz Giese ermittelte die Staatsanwaltschaft Köln, bis dieser 1969 starb.